# Festival Strings Lucerne

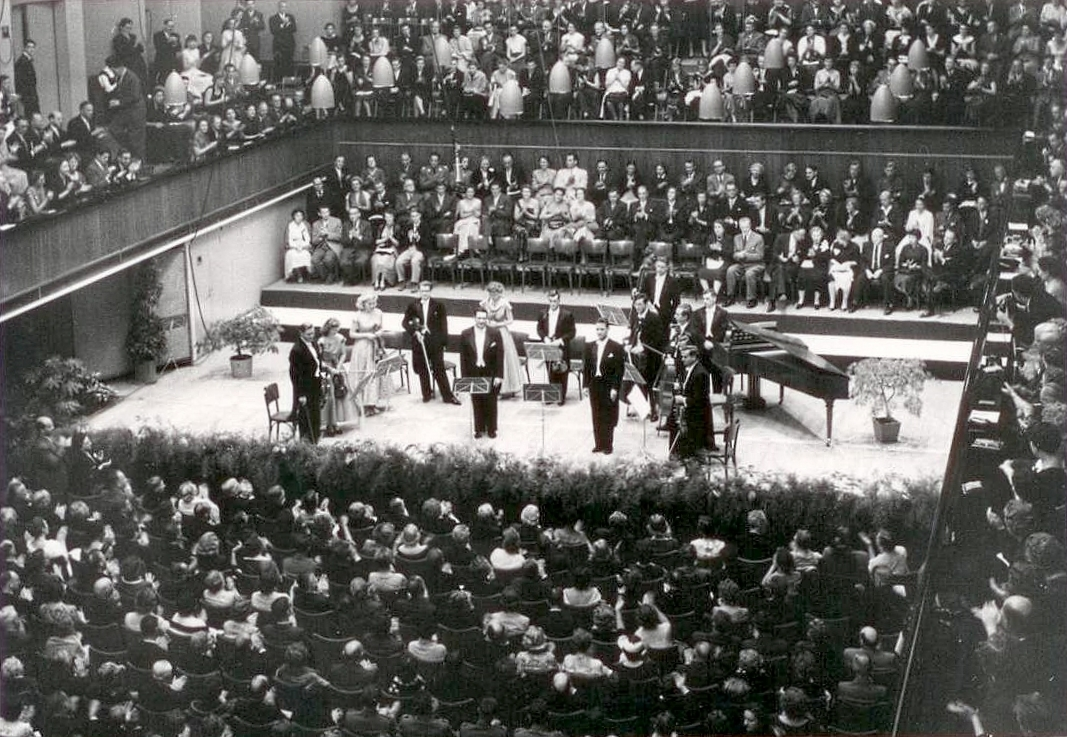
Premier concert du Festival Strings Lucerne le 26 août 1956 dans le cadre du Festival de Lucerne

Festival Strings Lucerne est un orchestre de chambre actif au niveau international qui, à ses débuts et pendant plusieurs décennies, a été étroitement associé au Conservatoire de Lucerne (aujourd’hui Haute École de Musique de Lucerne), notamment en tant qu'« Ensemble en résidence ».
Fondés en 1956 par Wolfgang Schneiderhan et Rudolf Baumgartner dans le cadre du Festival international de musique de Lucerne (depuis 2000 Festival de Lucerne), les Festival Strings Lucerne sont dirigés par Rudolf Baumgartner, qui en a également assumé la direction artistique jusqu’en 1998. Dans un premier temps, il a dirigé l’orchestre tout en assumant le rôle de Premier violon solo. Par la suite, il a troqué l’archet pour la baguette et a dirigé l’ensemble en tant que Chef d’orchestre. Entre 1998 et 2012, c’est Achim Fiedler qui lui a succédé au poste de Chef d’orchestre et de Directeur artistique. Depuis 2012, l’orchestre est revenu à son concept original et c’est Daniel Dodds, violoniste australo-suisse, qui assure la Direction artistique et qui dirige les musiciens de son siège de Premier violon solo.
En 1986, Rudolf Baumgartner a créé la « Fondation Festival Strings Lucerne », qui a repris le contrôle de l'ensemble en tant que société à but non lucratif, financée par des fonds publics. Hans-Christoph Mauruschat est Administrateur de la fondation et Directeur de l'orchestre depuis 2009.

## Activité
Dès leur création, les Festival Strings Lucerne ont entamé une carrière internationale. De 1956 à 1958, ils avaient déjà effectué une tournée européenne, recevant des invitations de Berlin, Amsterdam, Paris, Oslo, Stockholm, Copenhague, du Festival de Salzbourg et du Musikverein de Vienne. Les débuts à l'étranger se sont poursuitivis en 1959 à New York, 1963 à Mexico, 1965 à Johannesburg, 1971 à Tokyo, 1973 à Jérusalem, 1975 à Buenos Aires, 1977 à Bombay, Auckland et Sydney, 1978 à Hong Kong et 1984 à Pékin. En outre, dès la première année de son existence, l’orchestre a commencé à acquérir une réputation internationale exceptionnelle avec des enregistrements réalisés exclusivement pour Deutsche Grammophon. À partir de la fin des années 1950, les Festival Strings Lucerne font partie des pionniers de la série « Archiv » de Deutsche Grammophon, qui, à l'époque, entre dans l'Histoire du disque en publiant pour la première fois des œuvres de compositeurs oubliés ou peu connus, notamment de la période baroque, comme Giuseppe Tartini (1959). Outre de nombreux enregistrements - après son passage chez Deutsche Grammophon, qui s'est terminé en 1973 - également pour Decca, Eurodisc et Denon, l'orchestre a produit ces dernières années des CD pour Sony Classical, Pentatone et Warner Classics. L'enregistrement des concertos pour piano de Bach avec le pianiste Martin Stadtfeld (2006) a reçu un ECHO Klassik en 2007. Dans les années 2000, de nouveaux enregistrements d'œuvres de J. S. Bach, Schubert, Webern, Honegger, Adams, Reich, Chostakovitch, Tchaïkovski, Dvorak, ainsi que Britten et Mendelssohn (un enregistrement complet des symphonies pour cordes sur trois CD : « Reference recording », Der KulturSpiegel, janvier 2010) ont également été publiés par OehmsClassics à intervalles annuels. En 2020, un enregistrement des œuvres pour violon et orchestre de Ludwig van Beethoven a été publié par Warner Classics avec Midori.
Depuis sa fondation en 1956, l'orchestre est un invité régulier du Festival International de Musique de Lucerne (Lucerne Festival). Il y a assuré exclusivement la série « musica nova » de 1959 à 1970, ainsi que la Masterclass pour jeunes chefs d'orchestre sous la direction de Bernard Haitink de 2011 à 2017. L'étude intensive de la musique nouvelle a permis la création de plus de cent œuvres de compositeurs tels que Jean Françaix, Frank Martin, Bohuslav Martinu, Peter Mieg, Sándor Veress, Iannis Xenakis et Krzysztof Penderecki. Parmi les diplômés de la masterclass de direction d'orchestre figurent Rafael Payare, Karina Canellakis, Dominik Beykirch, Kahchun Wong, Elim Chan et Lorenzo Viotti.
La principale salle de spectacle pour les concerts d'orchestre à Lucerne est le KKL Luzern, où les Festival Strings Lucerne organisent leur propre série de concerts depuis 2003. Depuis 2020, trois à quatre concerts de musique de chambre des Festival Strings Lucerne Chamber Players ont également lieu chaque année dans la Zeugheersaal de l'hôtel Schweizerhof Lucerne, où Richard Wagner a achevé l'opéra « Tristan und Isolde » en 1859. Ces dernières années, d'importants débuts en tant qu'invité ont eu lieu à Séoul en 2010, à Novossibirsk en 2014 et en 2017 avec non pas une, mais bien deux productions à l'Elbphilharmonie de Hambourg, en tant que premier et seul orchestre suisse à recevoir une invitation dès la saison d'ouverture.
Ces dernières années, Daniel Dodds a repositionné l'orchestre en multipliant les interprétations de symphonies classiques et romantiques de Beethoven ou de Mendelssohn dans de petits ensembles d'environ trente-cinq musiciens et dirigés de son siège de violon solo. En 2019, un deuxième violon Stradivarius a été acquis pour l'orchestre en collaboration avec la Fondation Monika Widmer, basée à Lucerne ; il a été présenté au public par Daniel Dodds en tant que soliste dans la Sinfonia Concertante de Mozart, aux côtés de l'altiste Tobias Lea et d'autres solistes du Philharmonique de Vienne, lors de deux concerts à Vienne et à Lucerne en mars 2019, alors que l’instrument n'avait jamais été entendu en public depuis plusieurs décennies.
Parmi les solistes et les chefs avec lesquels l'orchestre a collaboré jusqu'à présent, on peut citer : Yehudi Menuhin, Zino Francescatti, David Oistrakh, Henryk Szeryng, Arthur Grumiaux, Pablo Casals, Pierre Fournier, Clara Haskil, Eduard Kaufmann, Wilhelm Kempff, Dietrich Fischer-Dieskau, Anne-Sophie Mutter, Pinchas Zukerman, Gidon Kremer, Leonídas Kavákos, Sabine Meyer, Maxim Vengerov, James Galway ou plus récemment Tan Dun, Bernard Haitink, Rudolf Buchbinder, Piotr Anderszewski, Hélène Grimaud, Jan Lisiecki, Renaud Capuçon, Midori, Arabella Steinbacher, Mischa Maisky, Gautier Capuçon et Albrecht Mayer.